# Umberto Alessio
Umberto (Pietro) Alessio (16 marzo 1904 – ...) è stato un calciatore italiano, di ruolo attaccante.

## Caratteristiche tecniche
Giocava come interno.

## Carriera

### Club
Giocò 12 gare con il Casale nella Divisione Nazionale 1928-1929, debuttando alla 1ª giornata contro il Prato: in tale incontro segnò anche una rete. Al termine del torneo contò 4 gol; passò poi all'Alessandria, con cui disputò 4 partite nella Serie A 1929-1930, realizzando una rete contro la Roma. Con il Balzola giocò in Seconda Divisione 1933-1934, e nel 1935-1936 tornò al Casale, in Serie C.